# بنت الشيخ (فلم 1970)

## قصة الفيلم
يشعر وإلى المدينة بدنو اجله فيستدعي صديقه الشيخ هشام ليخلفه بعد وفاته ويحضر معه الفارس كريم خان ليتولى شؤون الأمن والدولة. إلا أن زوجة الوالي تدبر مع عشيقها الشيخ مرجان جريمة تقتل فيها زوجها بالسم قبل أن يصل الشيخ هشام. يحتاط الوالي للأمر فيكتب وصيته، تدور الشبهات حول سمارة ابنة الشيخ، يلقي القبض عليها لكن في يوم تنفيذ الحكم يحضر كريم خان،، ويتمكن من إنقاذها. ويتم اكتشاف مؤامرات مرجان وعشيقته قوت القلوب ضد الشعب.

## تمثيل
- سميرة توفيق
- عماد حمدي
- أويابيري
- سيد مغربي

## إخراج
- حلمي رفله
- سنة الإنتاج: 1970